# Parfait

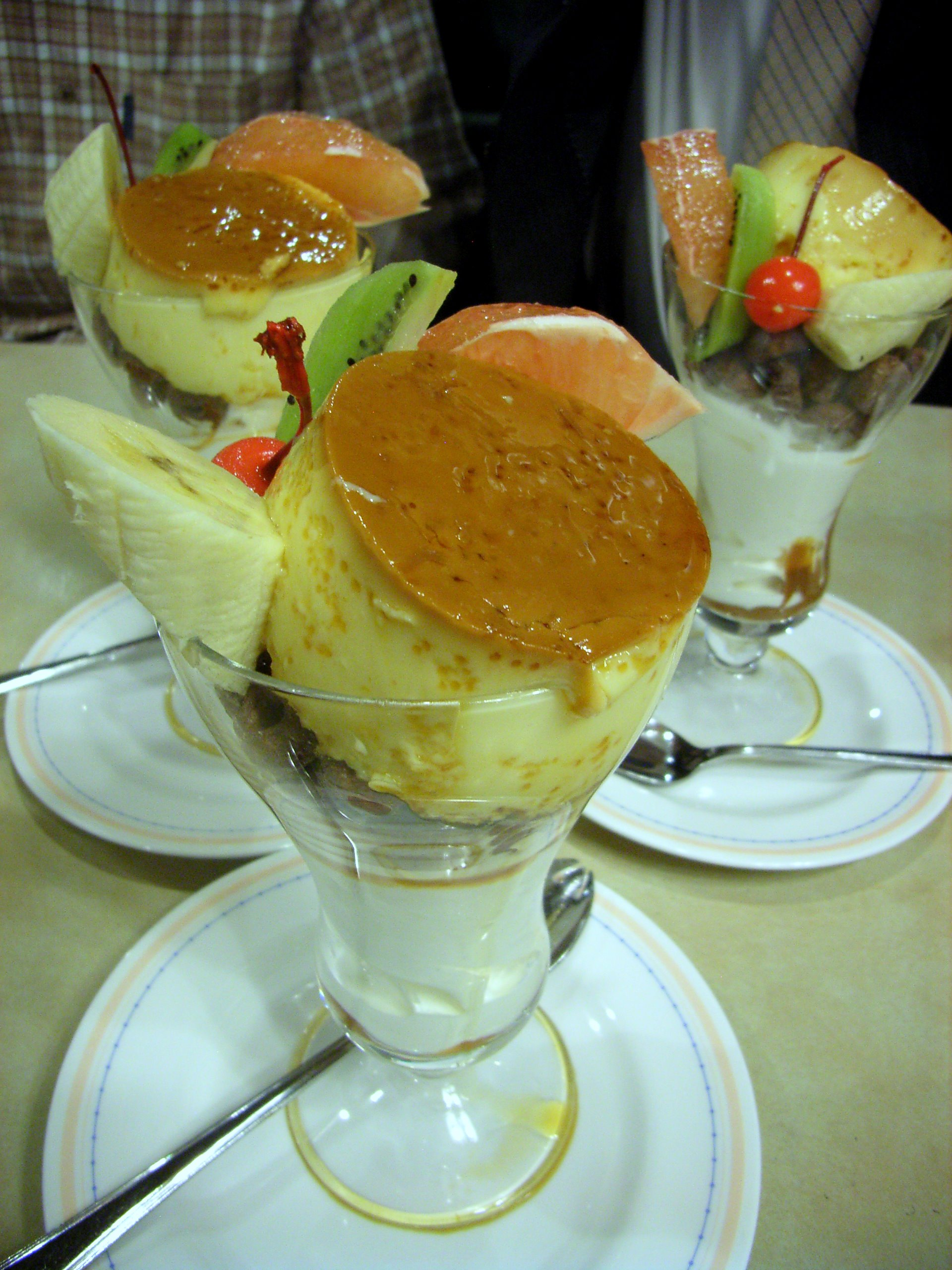
Parfait

Parfait är en form av glass med stor andel grädde. Till skillnad från glass som skall frysas under omrörning, fryses parfait stillastående.
Glassen kommer från Frankrike och ordet parfait kommer av franskan och betyder "perfekt".
Man brukar oftast ha bär eller liknande till parfait.
Parfait tillreds med huvudsakligen två sorters baser. Den ena och mest vanliga för gemene man görs på äggulor, socker eller sockerlag samt vispad grädde, därutöver de smaksättningar man önskar.
Den andra baseras på italiensk maräng och används framför allt till bär och fruktparfaiter då dessa har en tendens att skikta sig. Proteinet i äggvitan binder syran i frukt och bär och förhindrar detta.